# Los Beatles de Cádiz
Los Beatles de Cádiz fue un grupo musical que se formó a raíz de la comparsa gaditana de Enrique Villegas, Los escarabajos trillizos. Participaron en el carnaval de Cádiz en 1965, obteniendo el segundo premio en la modalidad de comparsas en el COAC. En esos carnavales quisieron representar a la famosa banda británica, The Beatles, tan de moda en aquellos años.
Por su carácter provocaron episodios polémicos. En Tudela al no reunir más que un centenar de personas en la plaza de toros, se negaron a actuar. Luego recorrieron las calles de la localidad en medio de un ambiente hostil por las largas melenas que lucían.
Grabaron varios discos y estuvieron de gira por toda España e Hispanoamérica, donde cosecharon muchos éxitos a finales de los sesenta.

## Componentes

### Integrantes
- José Navarrete.
- Francisco Ramos.
- Fernando Gutiérrez.
- Alfredo Sabajanes.
- José Peña Herrera.
- Francisco Montero.
- Juan González.
- Antonio González.
- Antonio Rivera Guzmán.
- Rafael Armario.
- Francisco Serrano.
- Antonio Trujillo.
- Isidro López guille.
- Francisco Gordillo.
- Francisco Díaz García.
- Manuel Albaiceta Revuelta.

### Postulantes
- Francisco Camacho.
- Joaquín Fernández.

### Dirección
- Antonio Pérez Campos, el Charpa.

### Autor
- Enrique Villegas Vélez.

## Filmografía
- Acompáñame de Luis César Amadori, (1966).
- Europa canta de Jose Luís Merino, (1966).
- El padre coplillas de Ramón Comas, (1968).

## Discografía
- Los Beatles de Cádiz- Polydor 295 FEP

Año: 	1965
Formato: 	EP
Temas:
	1.-	El baile del amargao   
	2.-	El baile de la gripe  
	3.-	Potpourri Ye-Yé
- Los Beatles de Cádiz- Polydor 315 FEP]

Año: 	1966
Formato: 	EP
Temas:
	1.-	Lo menos 30 millones  
	2.-	Trasplante de corazón  
	3.-	Potpourri del labrador
- Los Beatles de Cádiz

Año: 	1966
Formato: 	EP
Sello: 	Polydor
Referencia: 	323 FEP
Temas:
	1.-	¿Cómo anda el cangrejo?  
	2.-	A mi Cai  
	3.-	Cuplé (Popourrí)  
	4.-	Teren Ten Ten
- Los Beatles de Cádiz

Año: 	1966
Formato: 	EP
Sello: 	Polydor
Referencia: 	345 FEP
Temas:
	1.-	La garra  
	2.-	Hubo con el fugitivo  
	3.-	Juanita Banana  
	4.-	Asómate a la ventana
- Los Beatles de Cádiz

Año: 	1966
Formato: 	EP
Sello: 	Polydor
Referencia: 	369 FEP
Temas:
	1.-	Charlot  
	2.-	Vendedor de caramelos  
	3.-	Regiones de España  
	4.-	Yo no comprendo por qué
- Los Beatles de Cádiz

Año: 	1967
Formato: 	EP
Sello: 	Polydor
Referencia: 	367 FEP
Temas:
	1.-	Los antiguos bigotudos  
	2.-	A mi Soledad  
	3.-	Adelante Cordobés  
	4.-	Puerto Real
- Los Beatles de Cádiz

Año: 	1967
Formato: 	EP
Sello: 	Polydor
Referencia: 	368 FEP
Temas:
	1.-	Hablemos del jamón (Hablemos del amor)  
	2.-	Señor López  
	3.-	Marionetas en la cuerda (Puppet On A String)  
	4.-	El borracho y La Cibeles  
	5.-	Puede llegar un Artis
- Los Beatles de Cádiz

Año: 	1968
Formato: 	EP
Sello: 	Polydor
Referencia: 	375 FEP
Temas:
	1.-	Popourrí del caníbal  
	2.-	Pequeña flor  
	3.-	Sólo la Gracia de Dios
- Los Beatles de Cádiz

Año: 	1968
Formato: 	SG
Sello: 	Polydor
Referencia: 	80 034
Temas:
	1.-	10 perritos  
	2.-	Soy español de los de antes  